# Régis
Régis est un prénom masculin français, signifiant « celui qui régit, régisseur ». À l'origine, c'est un patronyme français du Midi, comme Régissier, Régisser, dans de très rares cas, le nom de famille Régis peut représenter le génitif du mot latin rex « roi ». À la suite de la canonisation par le pape Clément XII, d'un missionnaire jésuite, Jean-François Régis en 1734, c'est devenu un prénom que l'on fête le 16 juin,.

## Popularité du nom
| année | nombre | prévalence | classement |
| ----- | ------ | ---------- | ---------- |
| 1908  | 134    | 0,2 ‰      | 136e       |
| 1928  | 196    | 0,6 ‰      | 110e       |
| 1948  | 753    | 2,0 ‰      | 67e        |
| 1968  | 2 217  | 5,2 ‰      | 44e        |
| 1988  | 209    | 0,6 ‰      | 183e       |
| 2004  | 13     | 0,0 ‰      | 794e       |

En France, le prénom est surtout porté par les classes d'âge nées de 1950 à 1978 avec plus de mille Régis chacune, soit une occurrence de 2,6 à 5,2 ‰ chez les garçons.  Il connaît une progression notable de 1900 à 1940 (de 100 à 300 par an) ; depuis le pic des années 1970, (2000 par an) le prénom perd fortement en popularité pour ne plus concerner que moins de 0,2 ‰ des garçons entre 2000 et 2003, soit 51 naissances en 2000 et 13 en 2004,. Le prénom est le plus donné dans les départements du Nord, du Pas-de-Calais et de Paris avec plus de 2000 naissances de 1948 à 2003,.
Au Québec, le prénom n'est pratiquement pas employé avec une naissance par an en moyenne entre 2000 et 2005.
En Belgique, le nom est le plus populaire dans les années 1970 où il pointe en 100e place en termes de popularité en Région wallonne (338 naissances),.

## Régis comme nom de personne ou prénom

### Prénom
- Abd al Malik, Régis Fayette-Mikano, chanteur français
- Jean-Jacques-Régis de Cambacérès, second Consul de la France
- Régis Anders, acteur français
- Régis Bonnessée, auteur français de jeux de société
- Régis Brouard, footballeur et entraîneur français
- Régis Campo, compositeur français
- Régis Courtecuisse, mycologue français
- Régis Debray, écrivain et médiologue français
- Régis Franc, dessinateur français de bande dessinée
- Régis Gayraud, slaviste français
- Régis Genaux, footballeur et entraîneur belge
- Régis Gizavo, accordéoniste et chanteur malgache.
- Régis Goddyn, écrivain français de fantasy et de science-fiction
- Régis Huby ,  compositeur, improvisateur et arrangeur musical français
- Régis Jauffret, écrivain français
- Régis Juanico, homme politique français
- Régis Labeaume, maire de Québec de 2007 à 2021
- Régis Laconi, pilote moto français
- Régis Laspalès, humoriste français
- Régis Lefort, poète et écrivain français
- Régis Loisel, dessinateur français de bande dessinée
- Régis Marcon, cuisinier étoilé français
- Régis Messac, écrivain français
- Régis Ovion, coureur cycliste français
- Regis Philbin, présentateur de télévision et producteur américain d'origine albanaise
- Regis Toomey, acteur américain
- Régis Vogelene, musicien français
- Régis Wargnier, réalisateur français
- Régis Rolland, snowboardeur français, un des précurseurs du snowboard en France
- Regis Philbin, acteur américain

### Prénom utilisé seul
- Régis, personnage secondaire de la série Pokémon
- Régis, personnage du monde imaginaire des Royaumes oubliés
- Régis, pseudonyme du résistant Jean Moulin
- Régis (1989-), Régis dos Santos Silva, footballeur brésilien.
- Régis Pitbull, pseudonyme de Régis Fernandes Silva, footballeur brésilien.

### Patronyme
- David Régis, footballeur français naturalisé américain
- Jean-François Régis, prêtre jésuite français (1597-1640)

## Régis comme nom de famille

### Fréquence du nom
| Période   | Naissances |
| --------- | ---------- |
| 1891-1915 | 624        |
| 1916-1940 | 752        |
| 1941-1965 | 1045       |
| 1966-1990 | 968        |

En France, sur la période 1891-1915, Régis est un patronyme essentiellement porté dans l'Aveyron (106 naissances), les départements d'outre-mer (101), le Tarn (81). Suivent, avec plus de 20 naissances, quelques autres départements limitrophes de l'Aveyron (Hérault, Tarn, Haute-Garonne) ainsi que les Bouches-du-Rhône, les Alpes-Maritimes) et Paris. Cette concentration sur quelques départements évolue peu ; sur la période 1966-1990, les mêmes départements figurent en tête de classement mais les grandes agglomérations (Paris et Marseille, avec un peu plus de 50 naissances dans les départements respectifs) en prennent la tête, après les départements d'Outre-Mer (246).

### Personnes célèbres
Personnages célèbres portant le nom de famille Régis :
- Sylvain Leroy, dit Régis, philosophe
- Cyrille Regis, footballeur anglais d'origine française
- David Régis, footballeur américain d'origine française
- Jean-François Régis, saint catholique
- Jean-Baptiste Régis, missionnaire
- Louis-Marie Régis, théologien et philosophe
- Pierre Régis, homme politique

## Toponymie
- Saint-Régis-du-Coin, commune française du département de la Loire